# セブ島
セブ島（セブとう、英語: Cebu Island）は、フィリピン中部のビサヤ諸島にある島で、南北に225kmにわたって伸びる細長くて大きな島である。面積は4422km2。周囲はマクタン島、バンタヤン島、マラパスカ島、オランゴ島など小さな島々に囲まれている。
東にカモテス海とカモテス諸島をはさんでレイテ島、ボホール海峡を挟んでボホール島、西にタノン海峡を挟んでネグロス島、南にシキホル島、北にビサヤン海を臨む。
全島とその属島がセブ州で、島の東海岸中央部にある人口72万の州都セブ、マンダウエ市をはじめ6つの都市があり、マニラ首都圏（メトロ・マニラ）に次ぐ大都市圏、メトロ・セブを形成している。州全体の人口は3,356,137人（2000年調査）で、うち300万人がセブ島に住んでいる。ほとんどの人はセブアノ語を話し、これはビサヤ諸島の共通言語になっている。
マクタン島は風光明媚で風通しがよく、いわゆるセブ・リゾートはここマクタン島を指す場合が多く、外国からの移住者も多い。1521年のマゼラン上陸でスペイン統治の開始とともに、フィリピンを世界史の表舞台へと導くきっかけとなった。統治者らは宗教、食文化をはじめとする生活スタイルや建築様式に至るまで大きな影響を及ぼし、フィリピン全土へ浸透させていった。セブ市は最初にスペインによる植民地化がされた植民都市でありその名残である建造物や史跡が随所に残る。また、昔ながらの大きな市場カルボンマーケットがあるほか、観光客相手の巨大ショッピング・モールやリゾートホテルがセブ市やマクタン島に多数ある。

## 地理

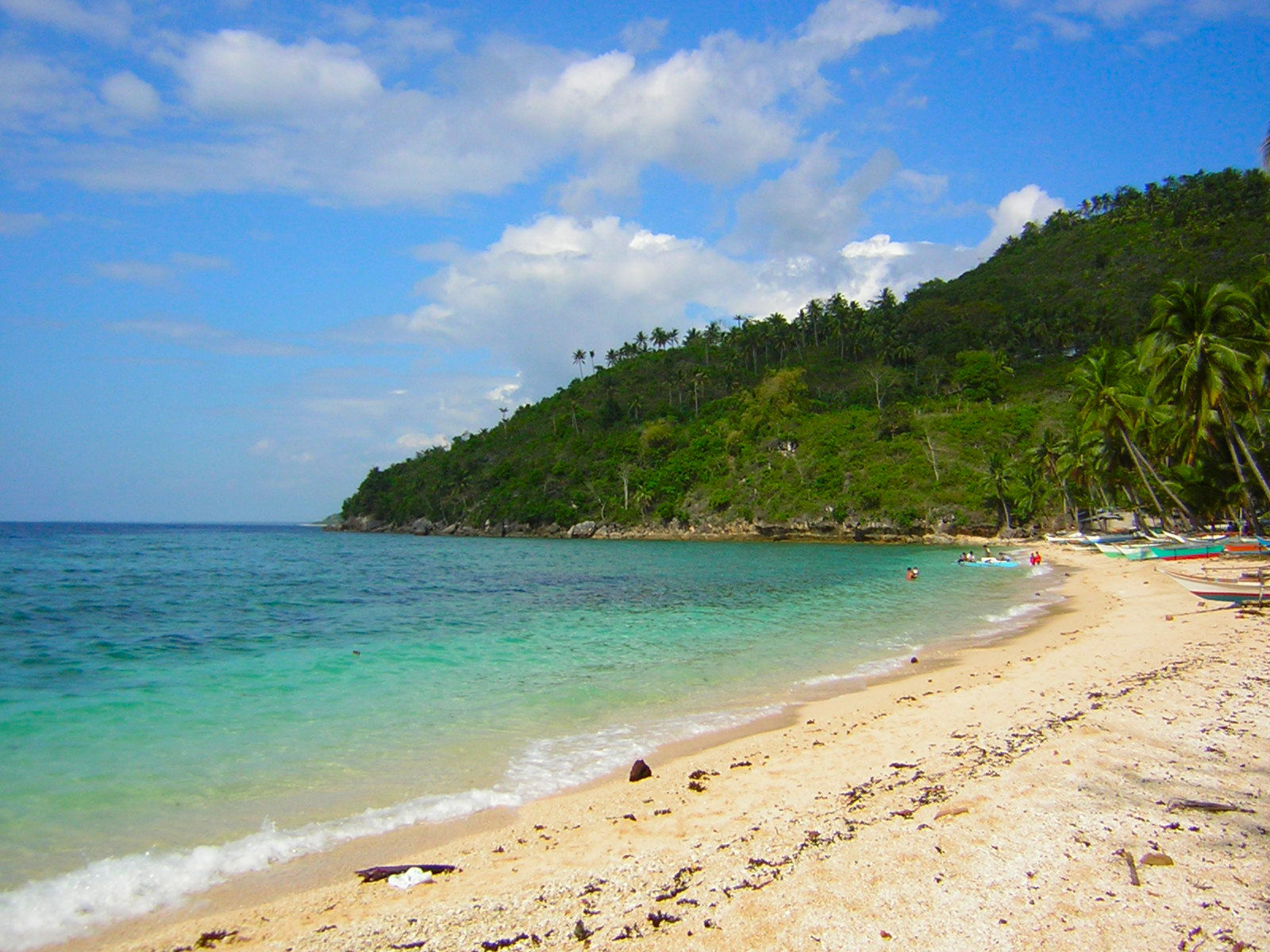
セブ島の砂浜（西海岸）

セブ本島は長細い島で、両脇を海峡に囲まれている。島の中部の東海岸に接する小さな島がリゾート地・マクタン島であり、国際空港や経済特区、ホテル、ショッピングセンターがある一方美しい浜辺やダイビングスポットもある。島の北側にバンタヤン島、ダアンバンタヤン島がある。その他無数の小さな美しい島に囲まれ、そのうちオランゴ環礁などの無人島は冒険を求める観光客の目的地になっている。
セブ島は大理石の高原地帯と海岸部の平野に分かれ、典型的な熱帯の島の風景をなしている。また、うねる丘の群れと険しい山脈が島を南北に縦断している。山々は高さ1,000mに達するが、これらを覆う森は不十分である。大きな平地は島の北部やセブ市周辺に見られる。
より観光客や工業投資を誘致するため、州政府はインフラ整備に余念がない。特にマクタン島はセブ島とマクタン・マンダウエ橋とマルセロ・フェルナン橋の2つの橋でつながっているが、これらの使い勝手の悪さから、更に3本目の橋を掛けるかまたは海底トンネルを作るかで議論が起こっている。ただしどちらも財政的な裏づけは不十分である。

## 歴史
スペイン人到来以前より、セブ（当時はズブ Zubu、あるいはビサヤ語でスグボ Sugbo と呼ばれた）は明、シャム、アラビア、マレーなどとの交易の拠点として栄えていた。

### マゼランの航海

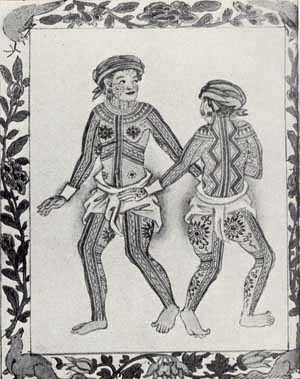
スペイン人が描いた原住民

1521年3月16日、ポルトガル人の航海士フェルディナンド・マゼランはセブ島に到着した。彼はスペイン王の命を受け探検の途中で、欧州でも有名なモルッカ諸島への西回り航路を開拓し島々の実態を調べ、東方にスペインの領土を広げることが可能か調査することが旅の目的だった。マゼランのマライ人奴隷エンリケは上陸後、言葉がかろうじて通じると言った。マゼランはかつて船乗りとして訪れたマライ語圏に戻ってきたこと、世界を一周したことを悟った。
マゼランはセブの領主、ラジャ・フマボンを説得し、スペイン王カール5世への忠誠を宣誓させた。スペイン人のドミニコ会修道士が同乗していたことで、この航海はフィリピンへのキリスト教宣教の第一波となった。4月14日、マゼランは大きな木の十字架をセブの海岸に立て、400人ほどのセブ人が洗礼を受けた。セブの王と王妃も洗礼を受け、スペイン王夫妻に敬意を表してそれぞれカルロスとフアナという洗礼名を受けた。後にセブの守護聖人になる幼きイエスの像、サント・ニーニョ像もスペイン側とセブ側の平和の証として王妃に手渡された。
セブでの宣教と同盟の成功に勇気づけられ、マゼランは隣のマクタン島との海峡を渡った。マクタンにはムスリムの領主（ダトゥ）ラプ＝ラプがいた。4月27日、両者の間に戦闘が起こり、マゼランは戦死し部下達は島の住民に追い返された。歴史家で年代記作家のアントニオ・ピガフェッタは、部下達がスパイスや宝石を島民に差し出そうとしてもマゼランの遺骸は取り戻すことができなかったと書く。後にラプ＝ラプはフィリピン人の侵略者に対する抵抗の象徴となり、現在はマクタン島にマゼランの布教をたたえた記念碑とラプ＝ラプの戦いをたたえた記念碑が隣同士に建っている。
マゼランの部下の一人、フアン・セバスティアン・エルカーノは指揮を引き継ぎ、破損の激しいコンセプシオン号を焼き捨て、2隻になった残存艦隊を引き連れてスペインに戻った。彼らはセブに来た時の西回り航路とは反対方向の東回り航路をとったため、彼らは初めて世界を一周した者たちとなった。

### スペインの征服と植民地時代

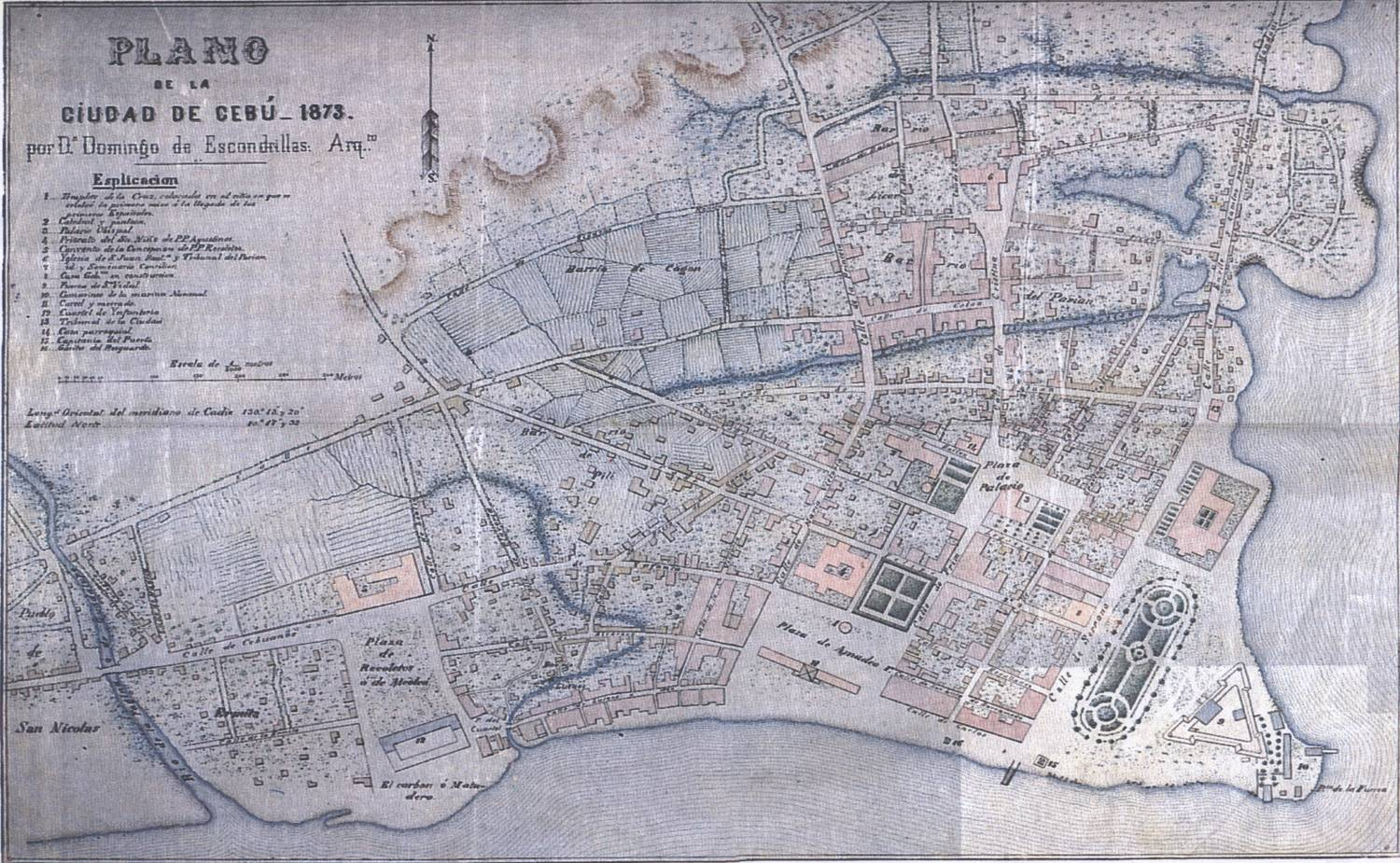
19世紀のセブ市

マゼラン艦隊の生存者は、スペイン帰国後、東方にある楽園の価値を報告した。ほどなく、後に続く探検者が航海に送りだされたが、全て失敗に終わった。
マゼランのセブ島到着から44年後の1565年、征服者（コンキスタドール）ミゲル・ロペス・デ・レガスピは、500人の武装した兵士と聖アウグスチノ修道会およびフランシスコ会からの修道士を連れてマリアナ諸島およびビサヤ諸島の各島を経てセブ島に到着、スペイン王の王冠のもと島の支配を進めると宣言した。レガスピたちはラジャ・フマボン王の息子、ラジャ・トゥパス王の砦を砲撃しスグボの町を破壊した。彼らは後に町を再建し、名を改めヴィラ・デル・サンティシモ・ノンブレ・デ・ヘスス（Villa del Santisimo Nombre de Jesús、イエスの最も聖なる御名の村）とし、教会や大学を建設した。1569年、この町はスペイン議会 (Spanish Cortés) によりフィリピンに成立した最初の入植地となった。レガスピの部下たちは更に兵士を率い、マニラを襲ってこれを征服した。
1571年8月14日、セブ（ヴィラ・デル・サンティシモ・ノンブレ・デ・ヘスス）はマニラの司教区から離れ、独立した司教区となった。レガスピが同年、マニラに新たに確立した入植地へ本拠を移した後も、彼はセブを見放さず守備隊と知事を雇って町を管理させ、兵士の半分はセブに残した。以後、セブはスペインの植民都市としての繁栄が続いた。
3世紀の後、1898年6月12日、スペインの支配は倒され独立が宣言されたが、続くアメリカ合衆国の侵入により再び植民地支配が続いた。1901年、セブは町 (municipality) となり1937年2月24日、市 (chartered city) となった。

#### 15～19世紀のフィリピン貿易
スペイン統治下で、メキシコから輸入した銀や、東南アジア各地や中国の産物を中南米に運ぶ拠点として貿易が盛んに行われた。
フィリピンではマニラ・ガレオンと呼ばれるフィリピン製の大型帆船がたくさん建造されていた。

### 第二次世界大戦
太平洋戦争中の1942年4月、日本軍がセブ島に上陸した。日本軍による占領の時期、フィリピンで最も人口が密集したセブ島は、重要な物資補給地点・軍事拠点となっていた。1945年3月、占領から3年後にアメリカ軍が上陸。日本軍はレイテ島から退却してきた部隊も含めて交戦したが兵力や武装に劣り、セブ市はアメリカ軍に奪回された。制海権を握られた日本軍は他の島への退却をあきらめ山岳部にこもり地元民によるゲリラ、米兵との間でのゲリラ戦を続け、終戦を迎え多数が降伏した。
1945年8月24日、バランバランで第102師団長福栄真平中将が降伏文書に署名した。

### 第二次世界大戦後
戦後、セブ島は観光地としてアメリカ人や日本人でにぎわった。またフィリピンの中でも多くの外資系企業が進出した。1970年代から1980年代に掛けての政情不安や共産ゲリラ活動の時代、ゲリラの隠れられる山の少ないセブ島は比較的安全な場所として進出先に選ばれていた。人口は増加の一途をたどったが、一方で貧困層も周囲の島から流入している。

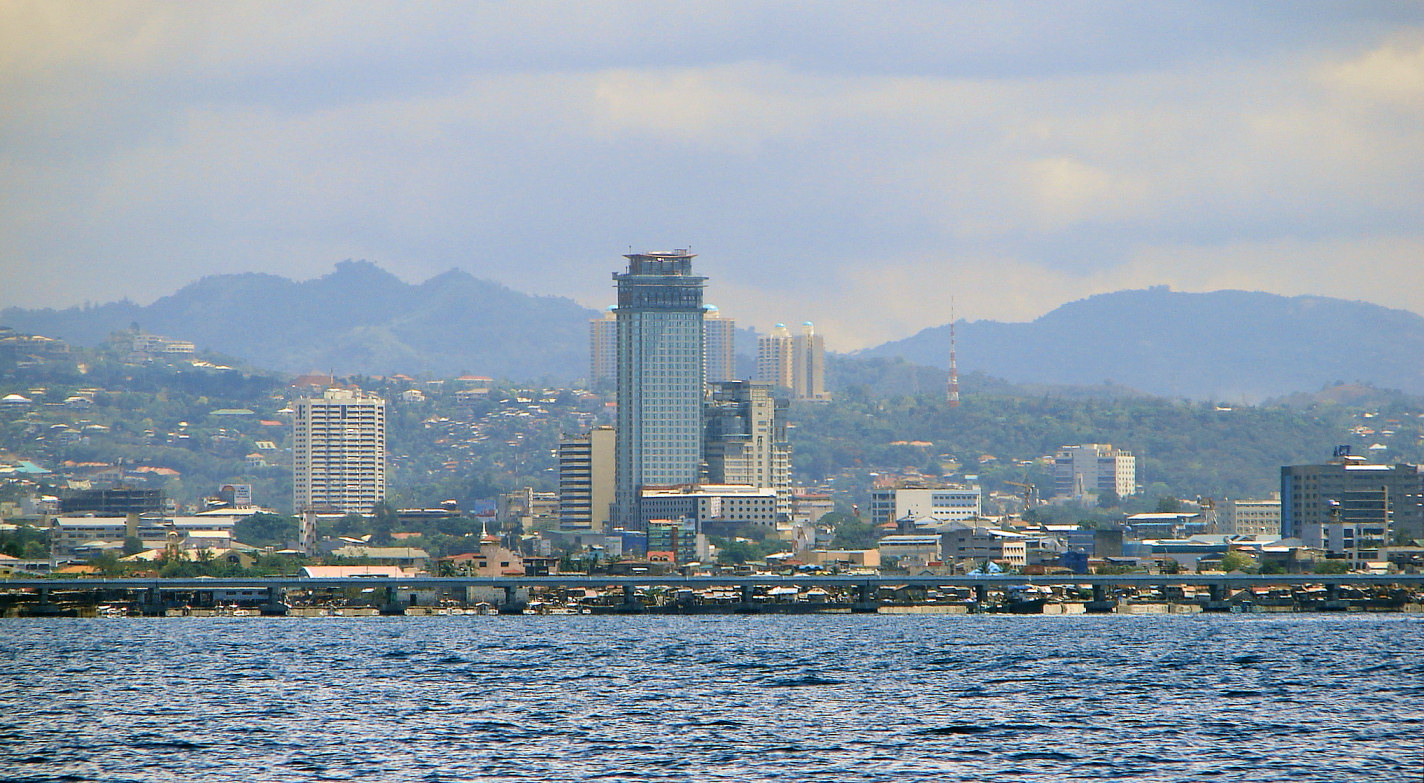
セブ島最大の都市セブ市

セブの経済は従来はビーチリゾートや遊戯（カジノ・プロボクシング）に買い物などの観光業、中小の産業の寄せ合わせと小規模な商業が中心だが、近年は家具製造業の盛り上がりによって、セブ市はフィリピンの家具業の首都といわれるまでになった。セブ州の通商産業部は輸出に耐える製品を作る家具などの中小企業の育成に力を入れている。セブ島は森が失われ山肌が露出しているため家具の原料となる木材がなく、他の島や国外からの輸入に頼っている。また、マクタン島には輸出経済特区が二つあり産業誘致に余念がない。
家具製造のほかに盛り上がっているのは情報通信・ソフトウェア産業で、セブ市はフィリピン中部のIT都市になりつつある。ソフト制作やアウトソーシングを行う企業がセブに本社を置き、アメリカなどの企業からコールセンター業務を請け負っている。セブ市はこの情報通信分野での成長を目指し、東南アジアのソフトウェアや電子サービスのハブになろうとして政策を行っている。

## 交通
セブ島の空の玄関は隣島のマクタン島のラプ＝ラプ市にあるマクタン・セブ国際空港で、フィリピン航空が成田,関西,中部の3空港へ就航している。国内からは、マニラ港から複数のフェリー航路が設定されている（2008年にはプリンセス・オブ・ザ・スターズが沈没する舞台となった）。

## 住民

### 民族

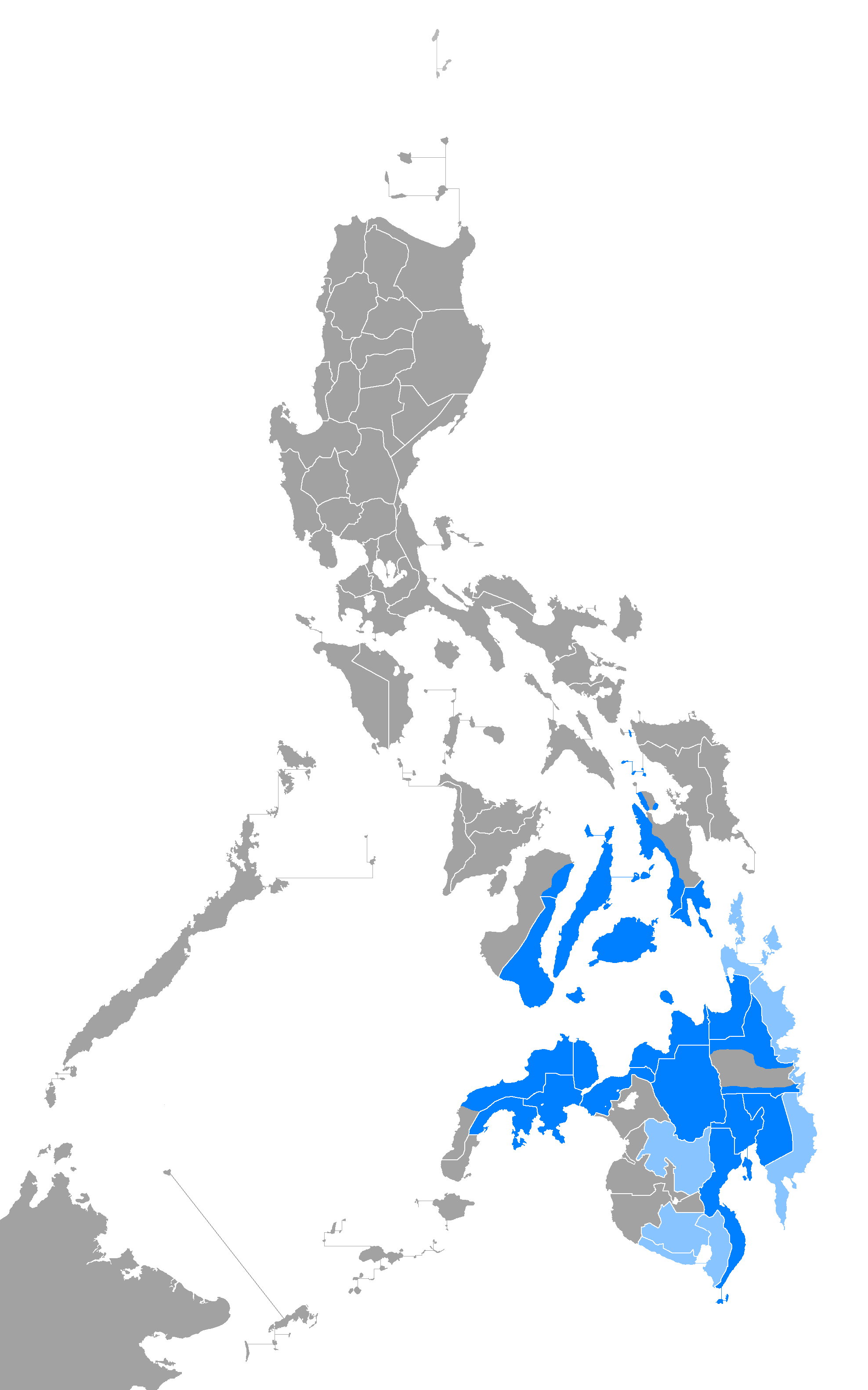
セブアノ語が話されている地域

セブの住民はセブアノ (Cebuanos) と呼ばれ、ビサヤ人、中国人、スペイン人、ネグリト人の混血の子孫である。スペイン系や出身地ごとの中国系はコミュニティを作り、セブの経済で重要な役割を果たしている。セブアノの文化はゆったりしており、人々は親しみやすい。

### 言語
セブの地元の言語はセブアノ語 (Binisayang-Sinugboanon) で、ビサヤ諸島やミンダナオ島の大部分で共通語の役割も果たしている。セブアノ語の話者は2千万人にのぼり、セブ島、ボホール島、レイテ島西部、ネグロス島のネグロス・オリエンタル州、ミンダナオ島の北部や東部ほか大きな町で話されている。多くの方言があるが、その差は小さい。またヒリガイノン語やワライ語など他のビサヤ系言語もある程度理解できるほか、英語やタガログ語もよく通用する。

### 宗教
セブ島民の主な宗教はローマ・カトリックである。セブの守護聖人は「サント・ニーニョ・デ・セブ」で、幼いイエス・キリストのことである。サント・ニーニョの像はフィリピン最古の教会・サント・ニーニョ教会に安置されているが、この像は探検家・航海者であるフェルディナンド・マゼランがセブに到達したとき、島の王ラジャ・フマボンの妻に相互の同盟を記念して手渡されたものである。このとき王とその領民らは洗礼を受けキリスト教徒になったが、マゼランは直後にマクタン島で戦死した。王たちの洗礼はセブ最大の文化的事件として地元では受けとめられている。これを記念した「シヌログ」という祭りはセブ最大の祝祭であり、ミサの前に通りでは踊りやドラムが打ち鳴らされ、観光客も訪れ大変な賑わいを見せる。
セブはマニラ大司教区の一部であったが、後に独立した司教区を形成している。またサント・ニーニョ教会のほか、セブ・メトロポリタン・カテドラル、サン・カルロス教会など多くのカトリック教会が立ち並んでいる。ほかにもプロテスタント教会や中国系人の道教寺院、ミンダナオ島からの移住者によるモスクもある。

## 治安
2018年現在、日本の外務省はフィリピンにおいて殺人、傷害・暴行、強盗、婦女暴行といった凶悪事件に遭遇する可能性が高い場所として、マニラ首都圏と並んでセブ島を指摘している。また、2007年、2018年には強盗以外の目的と思われる日本人への銃撃事件が発生しているほか、2015年には中国人外交官を標的とした銃撃事件も発生している。

## 史跡・観光
スペイン統治の名残でキリスト教の教会、スペイン統治時代の要塞、港町らしい巨大市場、博物館などがある。
- サン・ペドロ要塞

海に面する砦で、スペイン統治時代の1738年、イスラムの海賊からの防御を目的に建造された。マニラのイントラムロスと並びフィリピン最古の要塞である。後のアメリカ統治時代には兵舎として、第2次世界大戦時には日本軍による捕虜収容所として使用された。
- マゼランクロス

マゼランが1521年に造ったといわれる大きな木製の十字架。現在は六角堂に収められている。フィリピンにおけるキリスト教の第一歩となる。十字架を煎じて飲むと病に効くと信じられ、持ち帰るものが後を絶たなかったため、現在は固い木で作ったカバーに覆われている。
- サン・カルロス大学博物館
- 道教寺院
- カルボンマーケット
- ビバリー・ヒルズ
- ガサ・ゴロルド博物館
- ヤップ・サンディエゴ・アンセストラル・ハウス
- オスメニャ記念館
- サント・ニーニョ教会

## 脚註
1. 1 2 3 4 5  『地球の歩き方 フィリピン2016～2017』（ダイヤモンド社）
2. ↑  日置英剛『年表 太平洋戦争全史』国書刊行会、2005年10月31日、741頁。ISBN 978-4-336-04719-9。
3. ↑  “フィリピン・安全対策基礎データ”.   外務省ホームページ (2018年7月6日). 2018年8月25日閲覧。
4. ↑  “フィリピン・セブ島で日本人観光客銃撃され死亡”.   中央日報 (2007年11月23日). 2018年8月25日閲覧。
5. ↑  “オートバイ2人組が銃撃、セブ島で邦人女性死亡”.   読売新聞 (2018年8月25日). 2018年8月25日閲覧。
6. ↑  “フィリピン・セブのレストランで銃撃事件、中国人外交官2人が死亡、総領事が負傷―米メディア”.   レコード・チャイナ (2015年10月22日). 2018年8月25日閲覧。